# Motorclub Assen en Omstreken
De Motorclub Assen en Omstreken is opgericht in 1922 en heeft als doel het bevorderen van de motorsport. 
De Motorclub Assen e.o. is de grondlegger van de TT Assen. De eerste TT race werd op 11 juli 1925 over een parcours met een lengte van 28,4 kilometer. Niet over een glad gestreken circuit, maar over klinkerwegen tussen Drentse dorpen. Tijdens deze eerste race was er zelfs een stuk onverharde weg in de traject opgenomen. De route liep over Borger, Schoonloo en Grolloo. Deze eerste race werd gewonnen door Piet van Wijngaarden op een 500 cc Norton met een gemiddelde snelheid van 91,4 kilometer per uur.
- In 1934 werd de eerste feestnacht van Assen georganiseerd, voorafgaande aan de TT.
- In 1936 werd de organisatie van de TT, vanwege de kosten en de risico's afgestoten en ondergebracht bij de "Stichting Circuit van Drenthe".
- In 1972 werd een begin gemaakt met ijsspeedway in Assen.

Vandaag de dag organiseert de Motorclub Assen en Omstreken ONK wegraces en tot 2016 (als Stichting IJsspeedway Assen) het WK IJsspeedway in Assen op de ijsbaan De Bonte Wever. Vanaf 2017 wordt deze wedstrijd in het Thialfstadion in Heerenveen georganiseerd omdat de ijsbaan van de Bonte Wever in 2016 wegens financiële problemen is gesloten. 